# Punta Arenas (comuna)
Punta Arenas es una comuna de la zona austral de Chile, ubicada en el sector sur de la Provincia de Magallanes, en el centro de la porción sudamericana de la Región de Magallanes y de la Antártica Chilena. La capital de esta comuna es la ciudad de Punta Arenas. Según el censo de 2017, tenía en dicho año una población de 131 592 habitantes.

## Historia
La ciudad fue fundada el 18 de diciembre de 1848 por el gobernador José Santos Mardones, quien trasladó la población desde el fuerte Bulnes, que había sido establecido en 1843 con mujeres y hombres de Chiloé, para reclamar la soberanía chilena sobre el estrecho. El nombre de Punta Arenas proviene de la traducción del inglés Sandy Point, que era como se conocía al lugar en las cartas náuticas británicas. El 24 de noviembre de 1851, liberado por sus guardias mientras se encontraba detenido, el teniente de artillería Miguel José Cambiaso Tapia levantó la guarnición encargada de vigilar la colonia penal. Tras ser ascendido a general de división, instaló un gobierno local provisional compuesto por él mismo, luego intentó huir a Europa el 12 de enero de 1852. Capturado dos días después en su barco por parte de la tripulación que había Conmocionado por las atrocidades que había cometido en Punta Arenas, Cambiaso fue fusilado en Valparaíso el 4 de abril de 1852 con siete de sus cómplices. La ciudad también fue sede de una colonia penal, que sufrió un violento motín en 1877, que provocó la destrucción de gran parte de sus edificios. El gobierno chileno decidió reducir el número de presos enviados a Punta Arenas, y fomentar la colonización civil y el progreso social. Punta Arenas tuvo un gran desarrollo económico y demográfico a partir de la segunda mitad del siglo XIX, debido a la actividad ganadera, la fiebre del oro, el comercio marítimo y la explotación petrolera. La ciudad se convirtió en el centro comercial y cultural de la Patagonia austral, con una notable influencia de inmigrantes chilotes y europeos, especialmente yugoeslavos, británicos, españoles y suizos. El centro histórico de la ciudad fue levantado con la riqueza generada por la industria ganadera, que declinó después de la primera Guerra Mundial y en la década de 1930.
En la década de 1950 la ciudad experimentó un nuevo auge gracias a la creación de la Empresa Nacional del Petróleo (ENAP). La explotación de hidrocarburos alcanzó su máximo histórico en las décadas de 1960 y 1970.

## Geografía

### Geomorfología

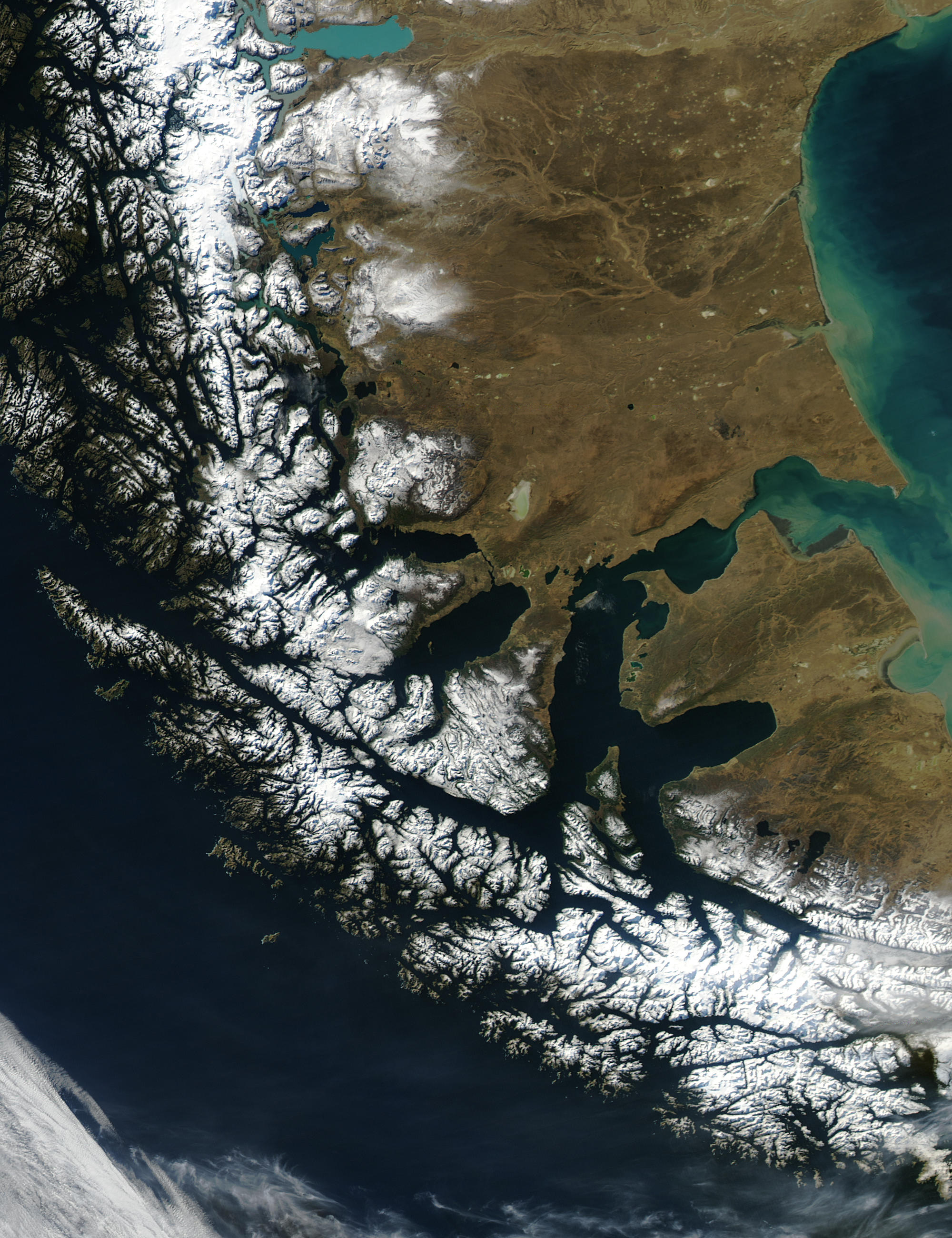
Vista satelital de la Comuna en invierno.

La comuna de Punta Arenas no se encuentra emplazada en las unidades geomorfológicas de Cordillera patagónica de lagos y ríos de control tectónico, Cordillera patagónica insular, Pampa magallánica y Cordillera patagónica de ventisqueros del Pacífico.
El territorio de la comuna se subdivide geográficamente en dos áreas, las que están separadas por el Estrecho de Magallanes: la primera es el sector continental —en la ribera norte del Estrecho—, está comprendida por la península de Brunswick, la cual finaliza por el sur en el cabo Froward, el punto más austral de la masa continental de América. 
La otra se sitúa al sur del Estrecho, es el sector archipielágico, con abundancia de islas, canales, senos, y penínsulas, y comprende las islas del archipiélago de Tierra del Fuego al occidente de la isla Grande de Tierra del Fuego y al norte del canal Cockburn y del canal Magdalena; entre ellas, las más importantes son: 
- Isla Santa Inés,
- Isla Desolación,
- Isla Dawson,
- Isla Aracena,
- Isla Clarence (Chile)
- Isla Carlos,
- Isla Wickham.

La Comuna de Punta Arenas limita en el extremo noroeste con la Comuna de Puerto Natales de la Provincia de Última Esperanza; al norte con las comunas de Río Verde, Laguna Blanca, y San Gregorio, las tres pertenecientes a la Provincia de Magallanes; al este con las comunas de Primavera, Porvenir, y Timaukel, las tres pertenecientes a la Provincia de Tierra del Fuego chilena. Finalmente, al sur la limita la Comuna de Cabo de Hornos, perteneciente a la Provincia Antártica Chilena.

### Clima
Presenta según la clasificación climática de Köppen clima de tundra (ET), clima mediterráneo frío de lluvia invernal (Csc) y clima templado lluvioso frío (Cfc).

### Hidrología
Esta además se halla entre las cuencas hidrográficas de Costeras e Islas entre el río Hollemberg y el Golfo Almirante Laguna Blanca, Costeras entre Laguna  Blanca, Seno Otway, canal Jerónimo y estrecho de Magallanes, Islas al Sur del Estrecho de Magallanes y Tierra del Fuego. Además, la comuna posee diversos cuerpos de agua, entre los que se destacan la lago Caballero, laguna Cabo Negro, laguna El Anzuelo y laguna Los Palos, lago Don Bosco, lago El Parrillar, lago Milward, laguna Cabeza De Mar, laguna Del Toro y laguna Verdana; y río Agua Fresca, río Amarillo, río Bachelor, río Canelos, río Chico, río Colorado, río de las Turbas, río de las Winas, río de los Patos, río del Oro, río el Canelo, río el Ganso, río Fox, río Grande, río la Caleta, río Las Minas, río Lenadura, río Los Ciervos, río Nodales, río Pescado, río Quemo Angosta, río San Bernabé, río San José, río San Juan, río San Nicolas o Gennes, río San Pedro, río San Pedro, río Santa Ludgarda, río Santa María, río Seco, río Sur y río Tres Brazos.

## Medio ambiente

### Flora

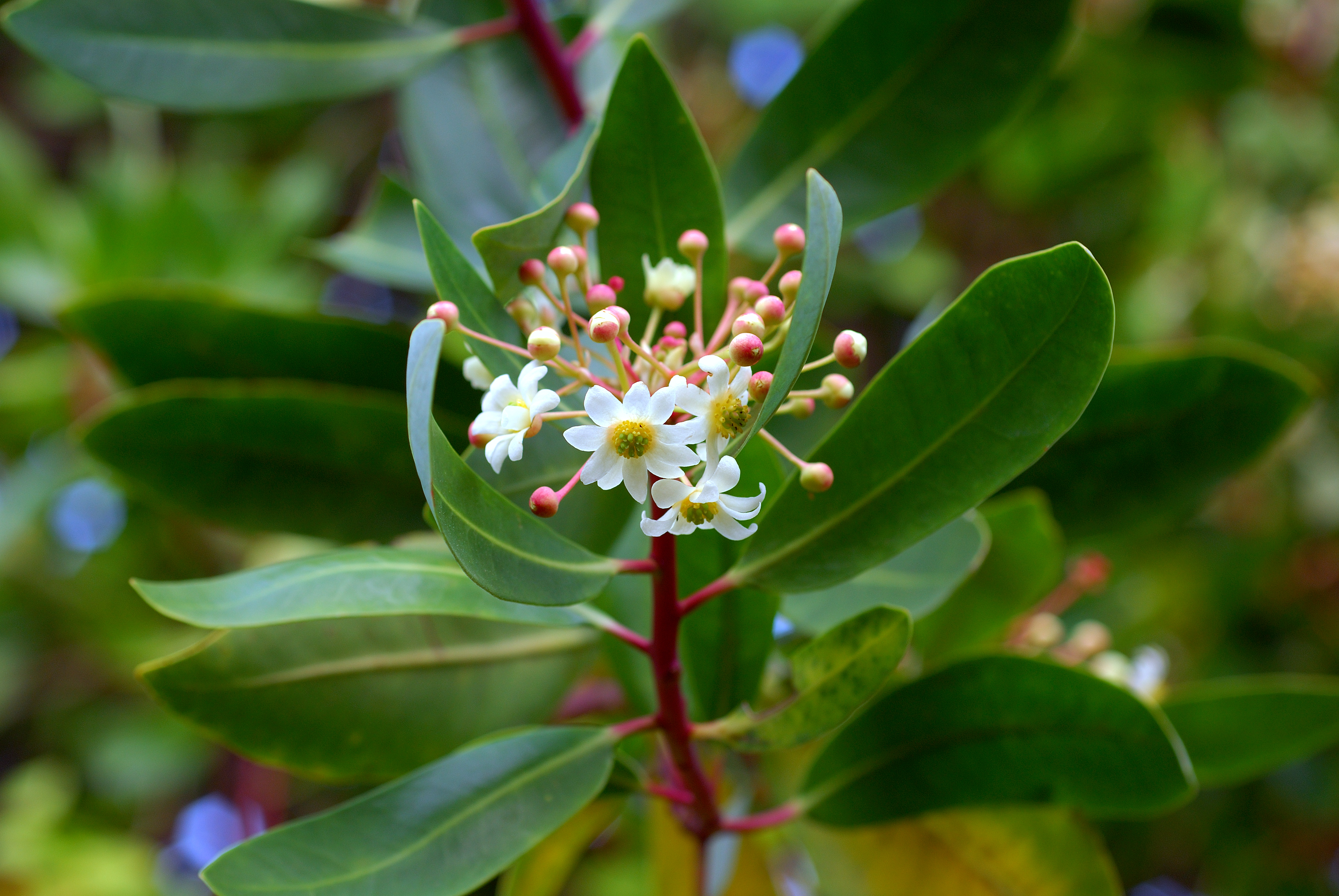
Flores de canelo (Drimys winteri).

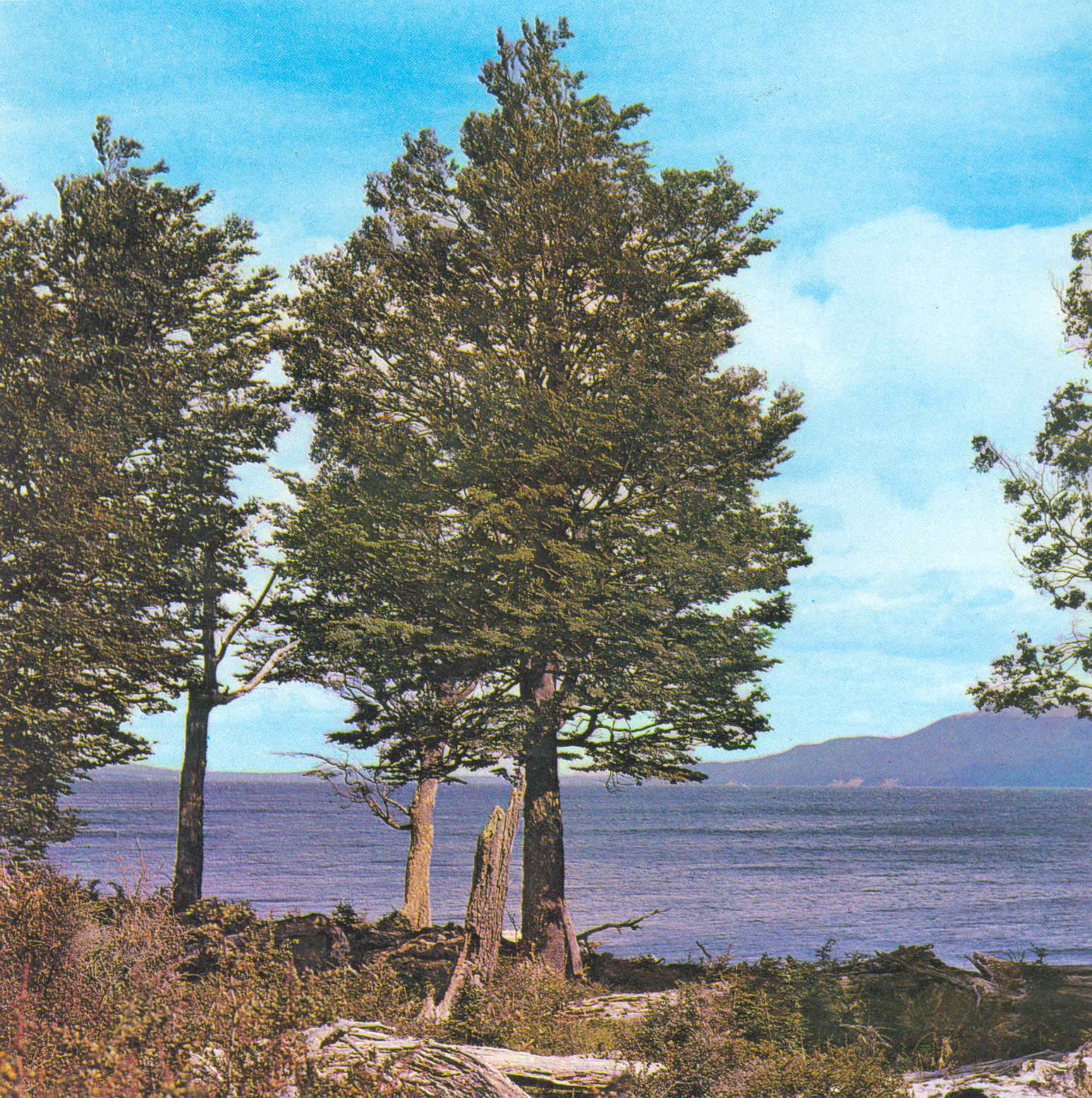
Lenga (Nothofagus pumilio.)

Las lomadas del sector norte de la península de Brunswick están cubiertas por el ecotono con las estepas o pampas patagónicas, que pertenecen al distrito fitogeográfico patagónico subandino de la provincia fitogeográfica patagónica. De esta misma provincia fitogeográfica se encuentra ecotonalmente el distrito fitogeográfico patagónico fueguino en sectores de la isla Dawson.
Las cumbres andinas, tanto en el área continental como en el archipiélago de Tierra del Fuego, presentan desiertos fríos que se incluyen en el distrito fitogeográfico altoandino austral de la provincia fitogeográfica altoandina. 
La mayor parte de la comuna está cubierta por bosques, los que pertenecen a la provincia fitogeográfica subantártica. Según las especies arbóreas dominantes son clasificados en dos tipos; los del distrito fitogeográfico subantártico magallánico se sitúan en las áreas próximas al nivel marino y con abundante precipitación, y en ellos dominan especies perennifolias en especial el coigüe de Magallanes (Nothofagus betuloides). En las áreas más secas o de mayor altitud se encuentran los bosques del distrito fitogeográfico subantártico del bosque caducifolio, en los cuales dominan las especies caducifolias, en especial dos especies de hayas australes: el ñirre (Nothofagus antarctica) y la lenga (Nothofagus pumilio).

### Componentes bióticos
Dentro del territorio de la comuna se pueden hallar los siguientes ecosistemas:
- Bosque caducifolio templado-antiboreal andino donde predominan Nothofagus pumilo y Maytenus disticha (Preocupación menor)
- Bosque mixto templado-antiboreal andino donde predominan Nothofagus betuloides y Nothofagus pumilio (Preocupación menor)
- Bosque siempreverde antiboreal costero donde predominan Nothofagus betuloides y Embothrium coccineum (Preocupación menor)
- Bosque siempreverde templado-antiboreal costero donde predominan Nothofagus betuloides y Drimys winteri (Preocupación menor)
- Estepa templada oriental donde predominan Festuca gracillima y Mulinum spinosum (Preocupación menor)
- Estepa templada oriental donde predominan Festuca gracillima y Chiliotrichum diffusum (Preocupación menor)
- Herbazal antiboreal andino donde predominan Nassauvia pygmaea y Nassauvia lagascae (Preocupación menor)
- Matorral arborescente caducifolio templado-antiboreal andino donde predominan Nothofagus antarctica y Chiliotrichum diffusum (Preocupación menor)
- Matorral bajo templado antiboreal andino donde predominan Bolax gummifera y Azorella selago (Preocupación menor)
- Zonas geográficas hinóspitas sin vegetación (Sin información)
- Turbera antiboreal costera donde predominan Astelia pumila y Donatia fascicularis (Preocupación menor)
- Turbera antiboreal costera donde predominan Bolax bovei y Phyllachne uliginosa (Preocupación menor)
- Turbera templada-antiboreal interior donde predominan Sphagnum magellanicum y Schoenus antarcticus (Preocupación menor)

### Medidas de protección ambiental y conflictos socioambientales
Hasta 2022, la comuna de Punta Arenas cuenta con las siguientes zonas que poseen algún nivel de protección ambiental:
- Área Marina Costera Protegida Francisco Coloane (Área Marina Costera Protegida)[14]
- Cabo de Hornos (Reserva Biósfera)[15]
- Cabo de Hornos (Sitios ERB)[16]
- Cabo Froward (Bien Nacional Protegido)[17]
- Humedal Parque María Behety (Humedal urbano)[18]
- Humedal tres Puentes (Bien Nacional Protegido)[19]
- Humedal Tres Puentes (Sitios ERB)[20]
- Humedal Tres Puentes (Humedal urbano)[21]
- Isla Carlos Tercero (Bien Nacional Protegido)[22]
- Isla Rupert (Bien Nacional Protegido)[23]
- Monumento Natural Canquén Colorado (Monumento Natural)[24]
- Monumento Natural Los Pingüinos (Monumento Natural)[25]
- Parque Marino Francisco Coloane (Parque Marino)[26]
- Parque Nacional Alberto D'Agostini (Parque Nacional)[27]
- Parque Nacional Kawésqar (Parque Nacional)[28]
- Punta Sedger (Bien Nacional Protegido)[29]
- Reserva Forestal Laguna Parrillar (Reserva Forestal)[30]
- Reserva Forestal Magallanes (Reserva Forestal)[31]
- Reserva Nacional Kawésqar (Reserva Nacional)[32]
- Rio Batchelor (Bien Nacional Protegido)[33]

## Demografía

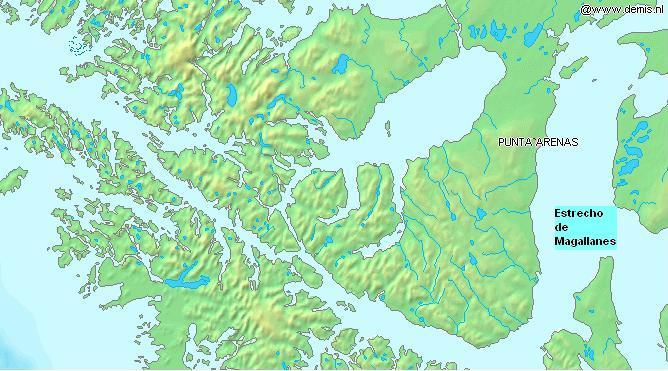
Mapa topográfico de esta Comuna

La población según el censo del año 2012 es de 125 483 habitantes, con una densidad de 7,0 habitantes por km². Su índice de desarrollo humano es de 0.748, de los más altos de Chile.
En el año 1992 la población de la comuna era de 113 666 habitantes, los que vivían en 31 709 viviendas. El censo del año 2002 indicó que en la Comuna en 37 213 viviendas vivían 119 496 habitantes, de los cuales 116 005 correspondían a la ciudad de Punta Arenas y los restantes 3491 estaban dispersos en distintos caseríos, estancias y otras entidades rurales como: René Schneider, Puerto Harris (isla Dawson), Bahía Mansa, Kon Aiken, Rinconada Bulnes, Agua Fresca, Cabo Negro, Río Canelo, Río Seco, Fuerte Bulnes, Ea. San Juan, Ea. Río Caleta, Ea. Río Grande, Loreto, Mina Pecket, Cutter Cove, Gobernador Phillipi, Río Amarillo, Snug Bay, Puerto San Antonio y Puerto Almeida (isla Dawson), y Puerto Hope (isla Aracena).

### División censal
La comuna de Punta Arenas se divide en los siguientes distritos censales:
| Distrito         | Población Censo 2 002 |
| ---------------- | --------------------- |
| Punta Arenosa    | 10 675                |
| Barrio Croata    | 7 329                 |
| Gobernador Viel  | 14 407                |
| Barrio Prat      | 21 821                |
| Centro           | 6 832                 |
| Pudeto           | 7 621                 |
| Barrio Sur       | 15 389                |
| 18 de Septiembre | 20 881                |
| Kon-Aiken        | 3 216                 |
| Las Minas        | 10 752                |
| Río Grande       | 33                    |
| Agua Fresca      | 219                   |
| Silva Palma      | 15                    |
| Isla Dawson      | 301                   |
| Isla Clarence    | 5                     |
| Punta Arenas     | 116 461               |

## Administración

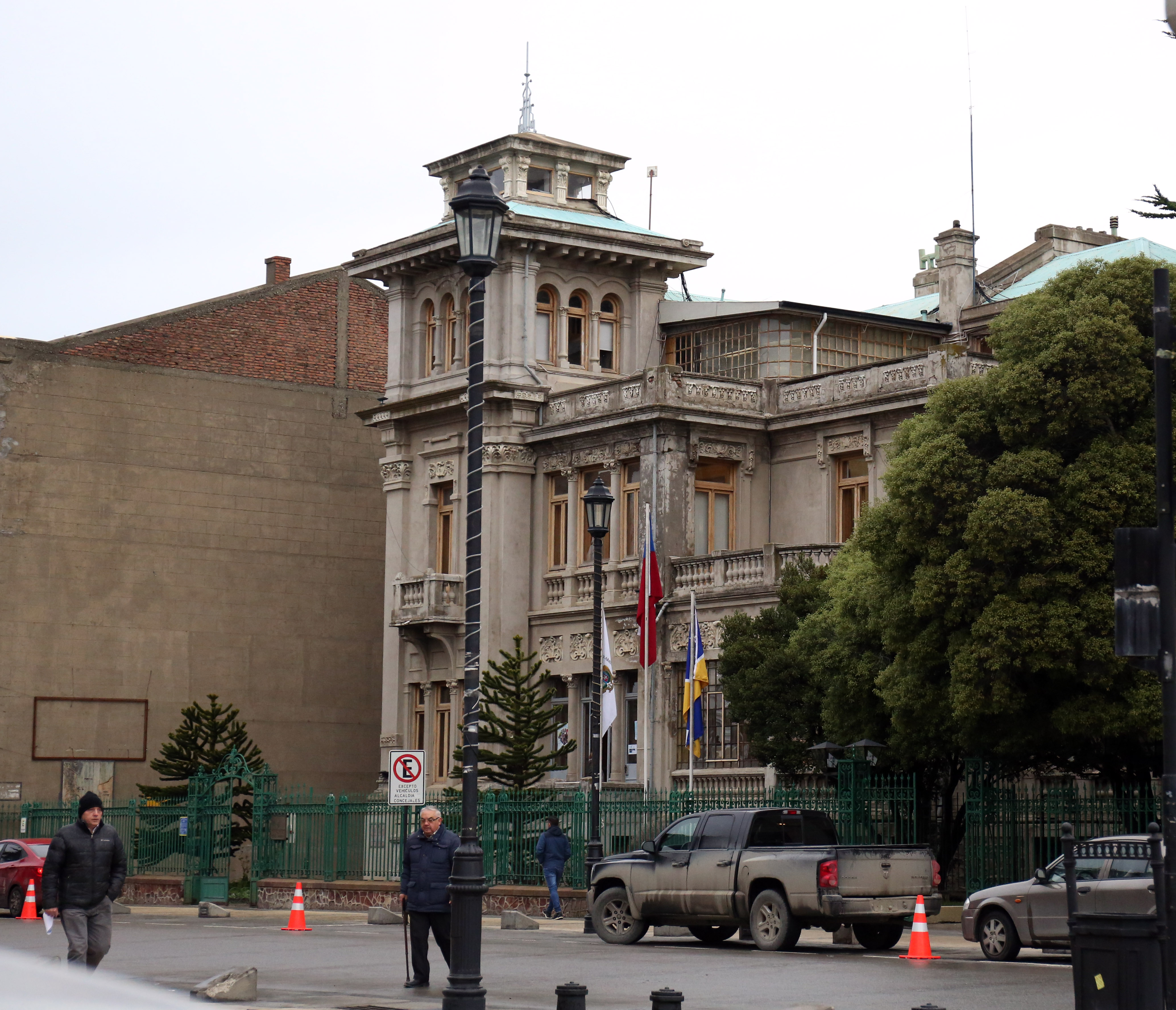
Municipalidad Punta Arenas

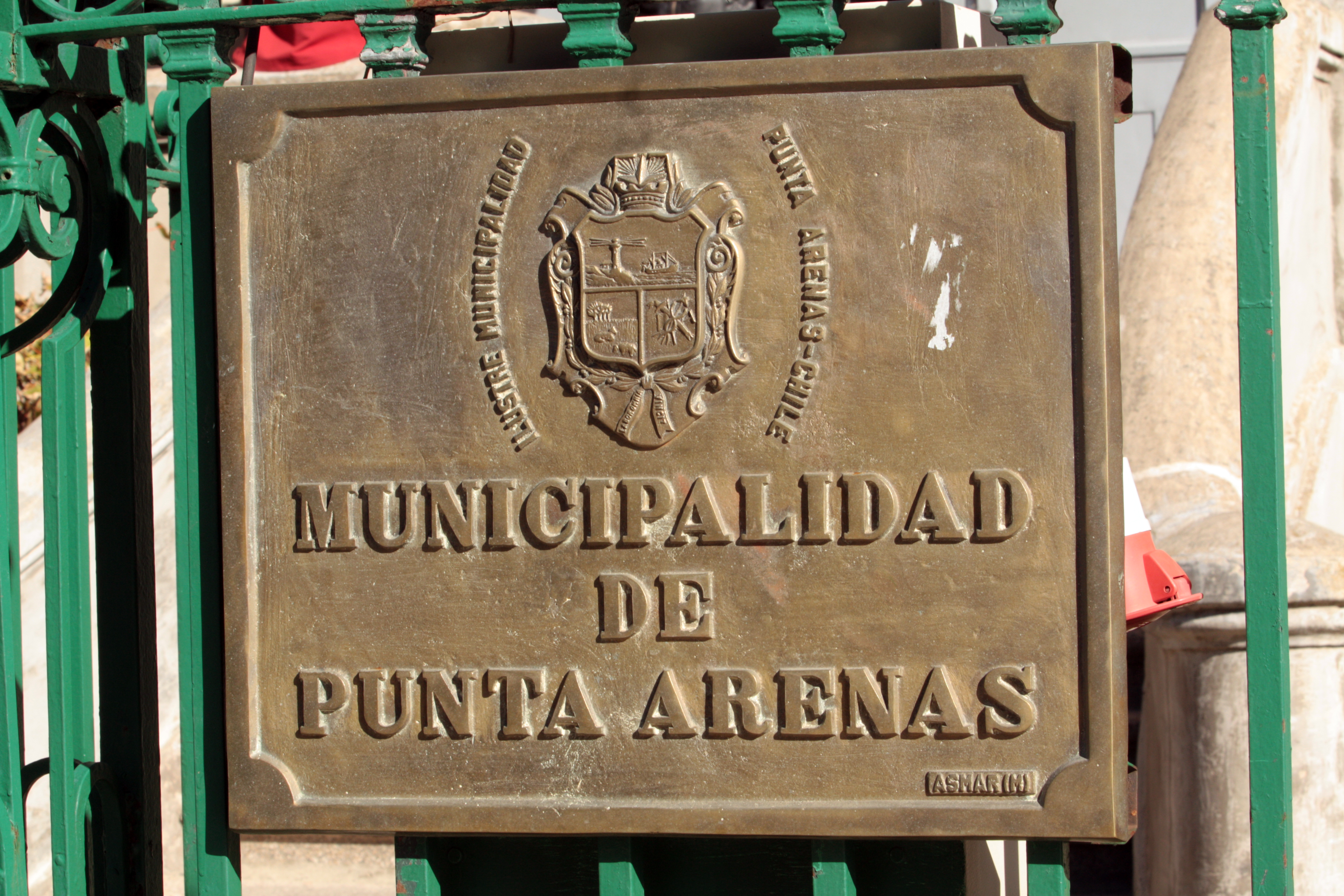
Placa en la entrada de la Municipalidad de Punta Arenas.

### Municipalidad
La Municipalidad de Punta Arenas para el periodo 2021-2024 es dirigida por el alcalde Claudio Radonich (Renovación Nacional - Chile Vamos) y el concejo municipal conformado por los concejales:
- Dalivor Eterovic Díaz (PCCh)
- Alicia Stipicic Mackenney (RN)
- Francisco León Ponce (IND - UDI)
- Jorge Francisco Risco Navarro (IND - Dignidad Ahora)
- Jonathan Andrés Cárcamo Gómez (Convergencia Social)
- José Becerra Carvajal (IND - Unidad Por el Apruebo)
- Verónica Aguilar Martínez (PPD)
- Germán Flores Mora (DC)

### Representación parlamentaria
Punta Arenas forma parte de la Circunscripción Senatorial XV y del Distrito Electoral 28. Es representada en la Cámara de Diputados del Congreso Nacional por los siguientes diputados:
- Christian Matheson Villán (IND - Evópoli)
- Javiera Ignacia Morales Alvarado (IND - Convergencia Social)
- Carlos Bianchi Chelech (Independientes)

En el Senado, la representan:
- Alejandro Juan Kusanovic Glusevic (IND - RN)
- Karim Antonio Bianchi Retamales (Independientes)